# 伍立光
伍立光，香港資深編劇，現為香港無綫電視助理創作主任。1989年投考編劇訓練班而加入無綫電視任職編劇至今期間未曾離職，是現職無綫電視最資深的編劇之一。他於1997年升任編審，首部編審劇集是《外父唔怕做》。
與葉天成、梁恩東三人為監製文偉鴻的御用編審。伍立光在1966年畢業於聖公會諸聖堂幼稚園。

## 編審／編劇列表

### 電視劇（無綫電視）
- 1992年：《壹號皇庭》編劇、《大時代》編劇
- 1998年：《大澳的天空》編劇、《外父唔怕做》編審+編劇
- 1999年：《狀王宋世傑（貳）》編審+編劇（與薛家華合作）
- 2000年：《撻出愛火花》編審+編劇
- 2008年：《銀樓金粉》編劇
- 2009年：《老婆大人II》編劇、《絕代商驕》編劇
- 2010年：《五味人生》編劇
- 2012年：《怒火街頭2》編劇、《缺宅男女》編劇、《法網狙擊》編審（與湯健萍合作）
- 2013年：《神鎗狙擊》編審+編劇（與黃國輝合作）
- 2014年：《点金胜手》編審（與彭美鳳合作）、《使徒行者》編審+編劇（與葉天成、梁恩東合作）
- 2015年：《以和為貴》編審+編劇
- 2016年：《EU超時任務》編審、《火线下的江湖大佬》編審+編劇
- 2017年：《同盟》編審+編劇
- 2018年：《果欄中的江湖大嫂》編審+編劇
- 2020年：《C9特工》編審（與蔡淑賢合作）
- 2022年：《鐵拳英雄》編審（與葉天成、黃秉怡合作）
- 2022年：《飛虎之壯志英雄》編審

### 電影
- 1994年：《醉生夢死之灣仔之虎》